# Ctimene perdica
Ctimene perdica är en fjärilsart som beskrevs av Pieter Cramer 1779. Ctimene perdica ingår i släktet Ctimene och familjen mätare. Inga underarter finns listade i Catalogue of Life.